# George Thomas Napier
Pour les articles homonymes, voir Napier.
George Thomas Napier (30 juin 1784 – 16 septembre 1855) est un officier de l'armée britannique qui sert dans la guerre d'indépendance espagnole (1807-1814) et, plus tard, commande l'armée de la Colonie du Cap.

## Biographie
Il est le fils de George Napier et de Sarah Lennox. Il entre dans l'armée britannique dans les années 1800, et sert avec distinction sous la direction de Sir John Moore et du duc de Wellington, dans la guerre d'indépendance espagnole, perdant son bras droit en 1812 à la prise de Ciudad Rodrigo.
Il devient major-général en 1837, KCB en 1838, et lieutenant-général en 1846. Il est gouverneur et commandant en chef de l'armée dans la Colonie du Cap de 1839 à 1843, période au cours de laquelle l'abolition de l'esclavage et de l'expulsion des Boers de Natal sont les principaux événements. Il refuse un commandement en Inde après la bataille de Chillianwalla, et aussi un autre en Sardaigne en 1849. Il devient général en 1854. Il est mort à Genève, en Suisse le 16 septembre 1855, âgé de 71 ans.
Son autobiographie, Les Passages du début de la vie militaire du général Sir G. T. Napier, est publié par son fils, le général William Craig Emilius Napier en 1885.
La ville de Napier (Cap-Occidental), et aussi Napier House, au Fairbairn Collège, à Goodwood, sont nommés en l'honneur de Sir George Thomas Napier.